# 北苑站 (北京市)
北苑站是北京地铁13号线上的一座车站，位于北京市朝阳区来广营地区清苑路与双沙铁路交叉口东側。

## 车站结构

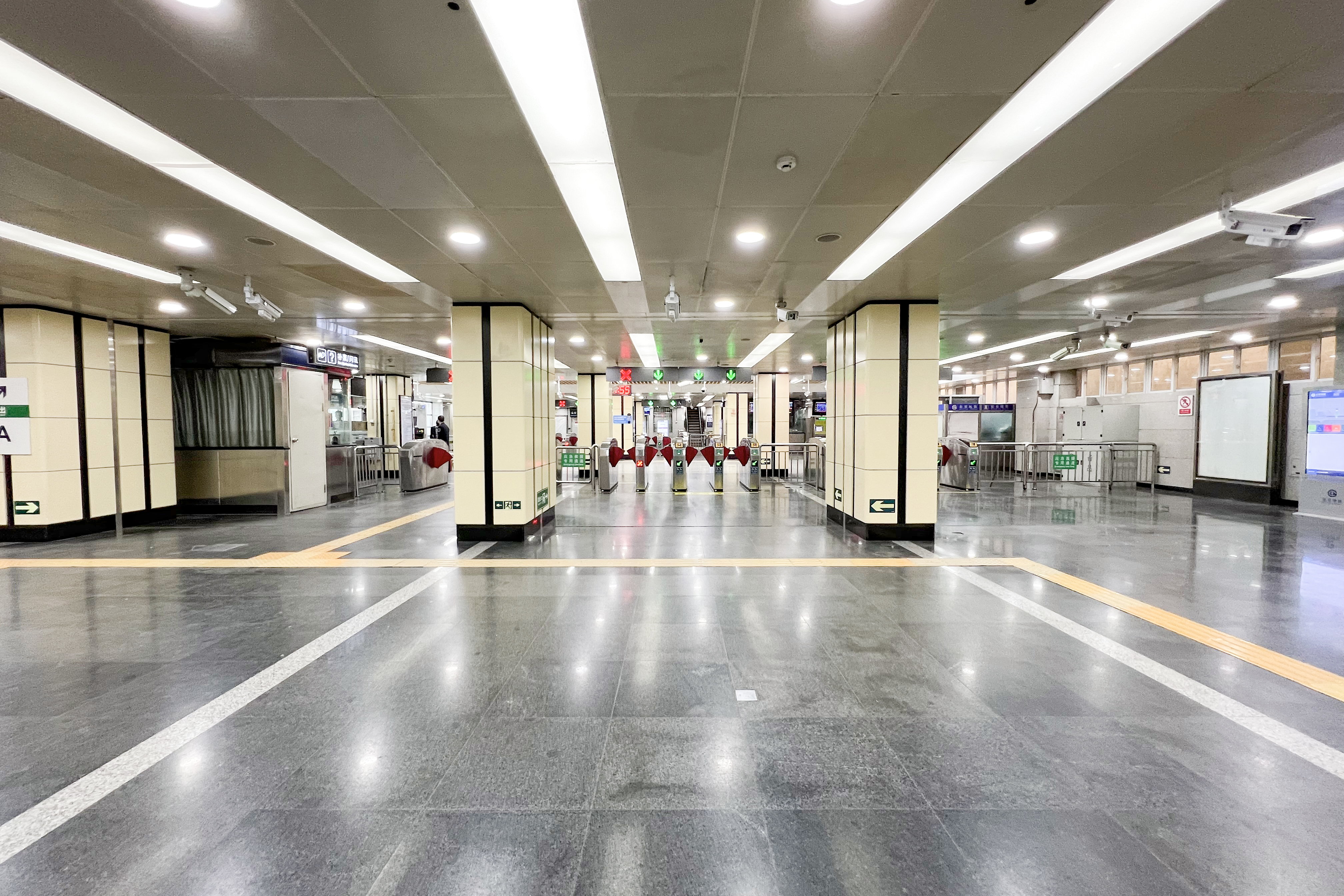
半地下站厅

| 地上一层 站台层 | 侧式站台，右側開门         | 侧式站台，右側開门                        |
| 地上一层 站台层 | █ 13号线往西直门（立水桥） |                                           |
| 地上一层 站台层 | █ 13号线往东直门（望京西） |                                           |
| 地上一层 站台层 | 岛式站台，右側開門         |                                           |
| 地上一层 站台层 | 备用轨道                   |                                           |
| 半地下层 站厅层 | 站厅                       | A出入口、票务服务、自动售票机、一卡通充值 |

## 加装月台閘門
本站于2012年8月9日起安装月台閘門。 2012年9月底前屏蔽门安装主体工程已完工。

## 位置
这个站位于來廣營東路西面。

## 出口
這個站有1個出口（A，北口），分为两个分支：A1、A2。
|                               |              |                  |      |  |
| 编号                          | 指示         | 建议前往的目的地 | 图片 |  |
| 出口 · A · 1 · 无障碍通道标志 | 清苑路       | 清河营南街       |      |  |
| 出口 · A · 2                  | 清河营南一街 | 龙湖北京北苑天街 |      |  |
| 註： 設有                     |              |                  |      |  |